# Stephie Caire
Stéphie Monique Camarena Caire (Ciudad de México; 10 de enero de 1991) más conocida como Stephie Caire, es una actriz, cantante, compositora, y bailarina mexicana.  Conocida por haber interpretado a Stephie en High School Musical, El desafío: México, el personaje de Naty en la serie de Disney Channel, Cuando toca la campana y Doris en Junior Express.

## Biografía

### Primeros años
Nació el 10 de enero de 1991 en el entonces Distrito Federal (hoy Ciudad de México), México. Originaria de dicho país, la joven actriz posee raíces francesas a través de su madre, Monique Caire y mexicanas por su padre, Rafael Camarena.

### Trayectoria
Comenzó su carrera en televisión en 2007, cuando participó del reality show High School Musical: la selección (México), que le permitió participar en un spin-off de la exitosa película estadounidense High School Musical. A pesar de no ganar el reality, Stephie apareció en el álbum del programa, y tuvo un rol en la película High School Musical: El Desafío (Mexico) (2008), interpretando el personaje de Stephie, y participó de la gira de la película y el programa, entre 2007 y 2008.
En 2011 fue una de los protagonistas de la primera temporada de la serie de televisión Cuando toca la campana, interpretando a Naty, con la cual pudo rodar algunos videos musicales como «Es el momento» o «Será que eres tú».
En marzo de 2011 volvió a interpretar el personaje de Naty para la segunda temporada de Cuando toca la campana. En 2012 apareció en el tercer episodio de la serie original de Disney Channel Violetta.
Desde 2013 trabaja en la serie Junior Express, encarnando el papel de la vestuarista Doris, participando en las bandas sonoras de la serie y en sus versiones teatrales y en las giras internacionales.
Tiene dos hermanos, Rafael y Alain. Habla fluidamente español, inglés, francés y portugués. Vivió durante tres años en Buenos Aires mientras se encontraba trabajando en Junior Express. Después de terminar la gira latinoamericana, se mudó unos meses a México, para después trasladarse a Los Ángeles, California (Estados Unidos), donde vive actualmente.

## Vida personal
En 2007 conoció al actor y cantante mexicano Jorge Blanco en High School Musical: La Selección (México). El 4 de agosto de 2016 se comprometieron. En enero de 2021 se anuncia que ambos están casados desde hace años.

## Créditos
| Año  | Título                          | Personaje | Notas         |
| ---- | ------------------------------- | --------- | ------------- |
| 2008 | High School Musical: El Desafío | Stephie   | Debut en cine |

| 2007        | High School Musical: La Selección | Ella misma   | Participante                                               |  |      |              |                                       |
| 2011-2012   | Cuando toca la campana            | Naty         | Protagonista                                               |  |      |              |                                       |
| 2014        | Pokemon(blanco y negro)           | Temporada 14 | Cantante en el openning créditos con Jerry Velazquez Notas |  | 2015 | Temporada 15 | Openning créditos con Jerry Velazquez |
| 2013 - 2017 | Junior Express                    | Doris        | Protagonista (Temporada 1-3), Recurrente (Temporada 4)     |  |      |              |                                       |

| Año  | Título    | Personaje       | Notas          |
| ---- | --------- | --------------- | -------------- |
| 2011 | Hairspray | Penny Pingleton | Show en México |

## Discografía
Bandas sonoras
- 2008: High School Musical: El Desafío (México)
- 2011: Cuando toca la campana
- 2013-2014: Junior Express
- 2015: Junior Express

Sencillos
"Me Puedes" junto a los cantantes argentinos Joel y Brian Cazeneuve, fue publicado el 30 de marzo de 2019 en el canal de YouTube de los cantantes.
Se conocieron grabando Junior Express y desde ahí surge la posibilidad de hacer algo juntos, finalmente en diciembre de 2018 en el teatro El Cubo, rodaron el videoclip de la canción, sobre este tema han dicho lo siguiente:
Stephie Caire: "No hay palabras para describir la felicidad que siento y la ansiedad para darles a conocer "Me Puedes" ya que es un proyecto con todo el corazón para ustedes, junto a Brichu y Joe que son personas que amo realmente."
Brian Cazeneuve: "Es un gran proyecto la canción, digamos que es un reto hacer éste tema ya que es la primera vez que interpretamos algo urbano, para ser bailado ya que siempre hemos cantado baladas y es un gran desafío que estuvo muy bueno y si es con una amiga como Stephie y un hermano como Joel, las cosas no te pueden salir mal, sólo esperamos una linda respuesta del público argentino-mexicano y latinoamericano."
Joel Cazeneuve: "Es un proyecto hermoso, con una amiga como Stephie y se disfrutó mucho, y fue un gran reto hacer algo con un estilo totalmente diferente al que hacemos pero creo que es muy disfrutable para todas las edades y esperamos buena recepción del público."